# Lutte aux Jeux olympiques de la jeunesse de 2014
Navigation
Édition précédente Édition suivante
Les épreuves de lutte aux jeux olympiques de la jeunesse d'été de 2014 ont lieu au Longjiang Gymnasium de Nankin, en Chine, du 25 au 27 août 2014.

## Compétitions garçons

### Libre
| Compétition | Or                      | Argent          | Bronze                   |
| ----------- | ----------------------- | --------------- | ------------------------ |
| 46 kg       | Ismail Gadzhiev         | Cade Olivas     | Cabbar Duyum             |
| 54 kg       | Mukhambet Kuatbek       | Daton Fix       | Vaghinak Matevosyan      |
| 63 kg       | Teymur Mammadov (lutte) | Anthony Montero | Iveriko Julakidze        |
| 76 kg       | Yajuro Yamasaki         | Meki Simonia    | Sargis Hovsepyan (lutte) |
| 100 kg      | Igbal Hajizada          | Dmitri Ceacusta | Abdalla Elgizawee        |

### Gréco-romaine
| Compétition | Or               | Argent          | Bronze                    |
| ----------- | ---------------- | --------------- | ------------------------- |
| 42 kg       | Ri Se-ung        | Faith Aslan     | Oleksii Masyk             |
| 50 kg       | Ilkhom Bakhromov | Jabbar Najafov  | Mohammadreza Aghaniachari |
| 58 kg       | Arslan Zubairov  | Zaven Mikaelyan | Keramat Abdevali          |
| 69 kg       | Islambek Dadov   | Mason Manville  | Yevgeniy Polivadov        |
| 85 kg       | Mark Bemalian    | Kiril Milov     | Ahmed Ahmed               |

## Compétition filles

### Libre
| Compétition | Or               | Argent           | Bronze           |
| ----------- | ---------------- | ---------------- | ---------------- |
| 46 kg       | Kim Sonhyang     | Dulguun Bolormaa | Tatiana Doncila  |
| 52 kg       | Mayu Mukaida     | Leyla Gurbanova  | Olena Kremzer    |
| 60 kg       | Grace Bullen     | Pei Xingru       | Koumba Larroque  |
| 70 kg       | Daria Shisterova | Tugba Kilic      | Natalia Strzalka |